# Aechmea brachyclada
Aechmea brachyclada là một loài thực vật có hoa trong họ Bromeliaceae. Loài này được Baker mô tả khoa học đầu tiên năm 1889.